# Svart praktbagge
Svart praktbagge (Anthaxia similis) är en skalbaggsart som beskrevs av Saunders 1871. Svart praktbagge ingår i släktet Anthaxia, och familjen praktbaggar. Arten är reproducerande i Sverige.